# طيران أستانا الرحلة 1388
طيران أستانا الرحلة 1388 هي رحلة لتغيير موقع الرحلة من لشبونة إلى ألماتي، مع توقف للتزود بالوقود في مينسك. في 11 نوفمبر 2018، بعد وقت قصير من الإقلاع، عانت من مشاكل تحكم شديدة. بعد 90 دقيقة هبطت بسلام في قاعدة باجة الجوية، دون وقوع قتلى.

## الطائرة والطاقم
طائرة الحادث بترقيم P4-KCJ، كانت من طراز إمبراير اي-جت-190LR التي تديرها شركة طيران أستانا الكازاخستانية. سُلمت الطائرة من شركة إمبراير إلى شركة الطيران في ديسمبر 2013. قبل وقوع الحادث، تراكم لديها ما مجموعه 13152 ساعة طيران.
قاد الطائرة الكابتن فياتشيسلاف أوشيف (40) ؛ الضابط الأول باويرجان كاراشولاكوف (32) ؛ والضابط الأول في الوثب سيرجي سوكولوف (26). وكان على متنها ثلاثة مهندسين كركاب.

## الصيانة
في 2 أكتوبر 2018، وصلت الطائرة إلى قاعدة ألفيركا الجوية للخضوع لصيانة مكثفة في منشأة صيانة شركة صناعة الطيران البرتغالية (OGMA). تكونت الصيانة من إنجاز عدة نشرات خدمية. في 9 أكتوبر، بدأ إصلاح كابلات الجنيح. تألفت نشرة الخدمة الأولى من استبدال البكرات والدعامات الهيكلية للكابلات. والثاني هو استبدال كابلات الفولاذ المقاوم للصدأ بكابلات الفولاذ الكربوني. شُحمت الكابلات أيضًا.
في 26 أكتوبر، نبهت رسالة تحذير (FLT CTR NO DISPATCH) أثناء الاختبارات التشغيلية طاقم الصيانة إلى أن الطائرة غير صالحة للطيران بسبب مشاكل في نظام التحكم. حدث التحذير مرة أخرى في 31 أكتوبر. استمرت عملية استكشاف الأخطاء وإصلاحها حتى 11 نوفمبر، تاريخ وقوع الحادث.

## الرحلة الجوية
قلعت الطائرة في الساعة 13:31، مع فشل الطاقم في الكشف عن شذوذ الجنيحات أثناء إجراءات الفحص التشغيلية. كانت الرؤية محدودة - بين 2,000–3,000 متر (2.0–3.0 كـم؛ 1.2–1.9 ميل). بعد وقت قصير من الإقلاع، لاحظ الطيارون مشاكل تحكم خطيرة. حاول الطيارون تشغيل الطيار الآلي، لكنه فشل في التشغيل. في الساعة 13:37، طلب الطاقم الصعود إلى مستوى الطيران (حوالي 10,000 قدم (3,048 م)) والعودة الفورية إلى ألفيركا، والإبلاغ عن مشاكل التحكم في الطيران. في عدة حالات، عانت الطائرة من فقدان كامل للسيطرة، حيث انقلبت وهبطت بحدة، مما أدى إلى الضغط على هيكل الطائرة. طلب الطاقم التوجه إلى البحر حتى يتمكنوا من التخلص منه إذا أصبح ذلك أمرًا لا مفر منه، لكنهم كافحوا للامتثال لأي عناوين قدمتها ATC نظرًا لصعوبة التحكم في الطائرة.
ناقش الطاقم الخيارات المتاحة لهم، حيث قام الضابط الأول في المقعد بالتنسيق مع الفنيين الموجودين على متن الطائرة كركاب لاكتشاف سبب الاضطرابات ووضع خطة عمل. على الرغم من عدم وجود تحذيرات تشير إلى وجود مشكلات في الوضع العادي، فقد قام الطاقم بتنشيط الوضع المباشر لعناصر التحكم في الطيران الذي يفصل وحدة التحكم في الطيران (FCM) عن عناصر التحكم. هذه القدرة المتزايدة بشكل كبير على التحكم في الانحدار ومحاور الانعراج، ولكن التحكم في محور التدحرج كان لا يزال محدودًا مع دوران الطائرة بشكل غير طبيعي حيث أن مثبطو الرفع سيشغلون الطائرة ويزعجونها بإدخال بمدخلات كثيرة جدًا. حلق الطاقم بالطائرة شرقًا على أمل العثور على ظروف جوية أفضل. أقلعت طائرتان من طراز إف-16 بقيادة المقدم نونو "الطنان" مونتيرو دا سيلفا، من سلاح الجو البرتغالي من قاعدة مونتي ريال الجوية لمرافقة الطائرة إلى قاعدة باجة الجوية. بعد جولتين بسبب الاقتراب غير المستقر، قام الضابط الأول النشط بتغيير مكانه مع الضابط الآخر في مقعد القفز. كانت الطائرة متجهة إلى المدرج 19 يمين (R19) في الاقتراب النهائي لكنها هبطت في النهاية على المدرج 19 يسار (19L) بسبب انجراف الطائرة عند الاقتراب. وأظهرت إحدى اللقطات أن الطائرة على وشك الانزلاق عن المدرج بعد هبوطها عليه.
اهتز كل من كانوا على متن الطائرة، لكن الإصابة الوحيدة كانت لدى أحد الركاب الذين أصيب في ساقه. تشوه الهيكل وتعرّضت الحواف الأمامية للجناح. تجعدت بعض أجزاء الطائرة لأحمال أكبر مما صُممت من أجله. شُطبت الطائرة وأُلغيت لاحقًا.

## تحقيق
كشف التحقيق عن خطأ في تركيب كابلات الجنيح. تسبب هذا في عكس ضوابط الجنيح. نظرًا لأن أسطح التحكم في الأسطوانة تشتمل على مثبطي الرفع، والتي لم تتأثر بالخطأ، فلا يمكن التعامل مع الموقف بمجرد عكس المدخلات.
ألقى التحقيق باللوم على الشركة المصنعة للطائرة في تعليمات الصيانة غير المرضية، والسلطات المشرفة على قلة الرقابة على طاقم الصيانة، الذي يفتقر إلى المهارة لإجراء الصيانة الثقيلة، وطاقم الرحلة لعدم ملاحظة الحالة أثناء فحوصات التحكم قبل الرحلة.

## في الثقافة الشعبية
ظهرت الحادثة في الموسم 23، الحلقة 5 من المسلسل الوثائقي الكندي ماي داي، بعنوان "السيطرة على الكارثة".

## روابط خارجية
- Mentour Pilot (27 Aug 2021). "Runaway AIRCRAFT! This Aircraft Flew TWO HOURS Without CONTROLS!". يوتيوب (بالإنجليزية). Archived from the original on 2025-03-22.
- Air Astana Flight 1388، Air Crash Investigation، مؤرشف من الأصل في 2023-03-06 — IMDb